# Digital Bullet
Digital Bullet är det andra soloalbumet av den amerikanske hiphopartisten RZA under pseudonymen Bobby Digital. Albumet släpptes den 28 augusti 2001.

## Låtlista
1. "Show U Love" - 3:59
2. "Can't Loose" - 1:46
3. "Glocko Pop" - 4:53
4. "Must Be Bobby" - 3:28
5. "Brooklyn Babies" - 3:51
6. "Domestic Violence, Pt. 2" - 3:38
7. "Do U" - 4:03
8. "Fools" - 3:18
9. "La Rhumba" - 4:21
10. "Black Widow, Pt. 2" - 2:54
11. "Shady" - 4:09
12. "Break Bread" - 3:12
13. "Bong Bong" - 4:11
14. "Throw Your Flag Up" - 5:19
15. "Be a Man" - 3:23
16. "Righteous Way" - 5:22
17. "Build Strong" - 4:34
18. "Sickness" - 4:59